# منى صالح مهدي العميري
منى صالح مهدي العميري وهي سياسية عراقية شغلت منصب عضوة في مجلس النواب العراقي في دورته الأولى من عام 2007 إلى 2010، حيث شغلت المنصب بديلة عن رائدة فريني باوي التي استقالت بسبب إصابتها بمرض عضال.